# Tutte le ragazze sono pazze
Tutte le ragazze sono pazze (Toutes les filles sont folles) è un film del 2003 diretto da Pascale Pouzadoux.

## Trama
A trent'anni, Celeste non ha ancora trovato il vero amore. Un giorno decide di rapire il suo uomo ideale, costringendo sua sorella a sostenerla nel suo piano.

## Riconoscimenti
- 2003 - Paris Film Festival
  - Miglior colonna sonora
- 2003 - Alpe d'Huez International Comedy Film Festival
  - Menzione speciale
- 2003 - Monte-Carlo Comedy Film Festival
  - Miglior attore per Antoine Duléry